# Costinești (okręg Botoszany)
Costinești – wieś w Rumunii, w okręgu Botoszany, w gminie Leorda. W 2011 roku liczyła 189 mieszkańców.